# ديريك غرانت (موسيقي)
ديريك غرانت (بالإنجليزية: Derek Grant)‏ هو موسيقي أمريكي، ولد في 24 أبريل 1977.

## وصلات خارجية
- ديريك غرانت على موقع ميوزك برينز (الإنجليزية)
- ديريك غرانت على موقع أول ميوزيك (الإنجليزية)
- ديريك غرانت على موقع ديسكوغز (الإنجليزية)